# Citlaltonac
Citlaltonac (nom nahuatl signifiant littéralement « Étoile brillante », composé de citlallin, « étoile », et tonac, « briller») est, dans la mythologie aztèque, le dieu des étoiles mâles qu'il a créées avec son épouse Citlalicue. Ce couple de dieux est parfois associé au premier couple d’êtres humains, Nata et Nena.